# Região das Ilhas

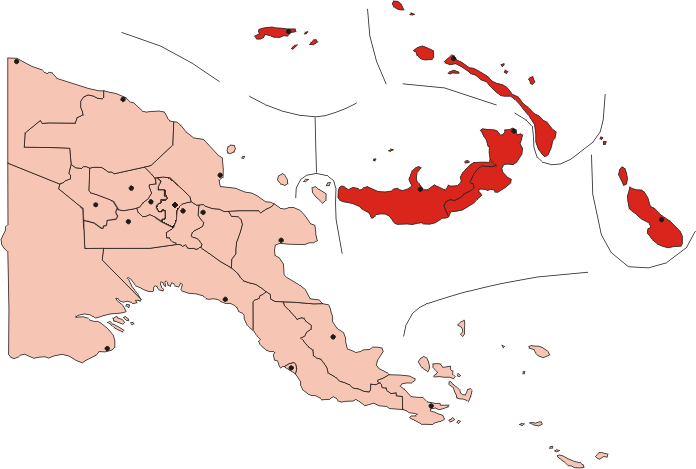
Localização da Região das Ilhas na Papua-Nova Guiné

A Região das Ilhas é uma das quatro regiões da Papua-Nova Guinéque compõem o arquipélago de Bismarck e norte das Ilhas Salomão, situado a nordeste do continente asiático. Esta é a menos densamente habitada região do país com uma população de 750 000 habitantes e distinta ao longo da história, como mostram a prevalência de Línguas austronésias e achados arqueológicos de cerâmica da cultura Lapita.
Compreende as seguintes províncias:
- Região Autônoma de Bougainville (Salomão do Norte)
- Nova Bretanha Oriental
- Manus
- Nova Bretanha Ocidental
- Nova Irlanda